# Agelaia lobipleura
Agelaia lobipleura är en getingart som först beskrevs av Richards 1978.  Agelaia lobipleura ingår i släktet Agelaia och familjen getingar. Utöver nominatformen finns också underarten A. l. melanogaster.